# Cedynia (stacja kolejowa)
Cedynia – zlikwidowana stacja kolejowa w Cedyni, w województwie zachodniopomorskim, w Polsce.